# 春雨寺
春雨寺（しゅんぬじ）は、東京都品川区にある臨済宗系の単立寺院。

## 概要
1629年（寛永6年）、上山藩藩主土岐頼行の開基である。紫衣事件で沢庵宗彭は出羽国上山に流罪となったが、藩主の土岐頼行は沢庵を厚遇し、沢庵のために草庵を建てたのが起源である。
その後、沢庵が赦免されて、東海寺の住職になると、上山の草庵「春雨庵」を江戸に移転し、東海寺の塔頭とした。明治時代に東海寺から分離独立し「春雨寺」と改称した。
1948年（昭和23年）、臨済宗大徳寺派から離脱し、臨済宗系の単立寺院となった。
1992年（平成4年）、寺の建物を8階建てマンションに改築した。檀家に多大な負担を掛けさせられないという背景から、寺院維持費を捻出するために、マンション上層部を「賃貸集合住宅」として貸し出すことにしたという。

## 交通アクセス
- 大崎駅より徒歩10分。